# Larache (província)

Bandeira da província.

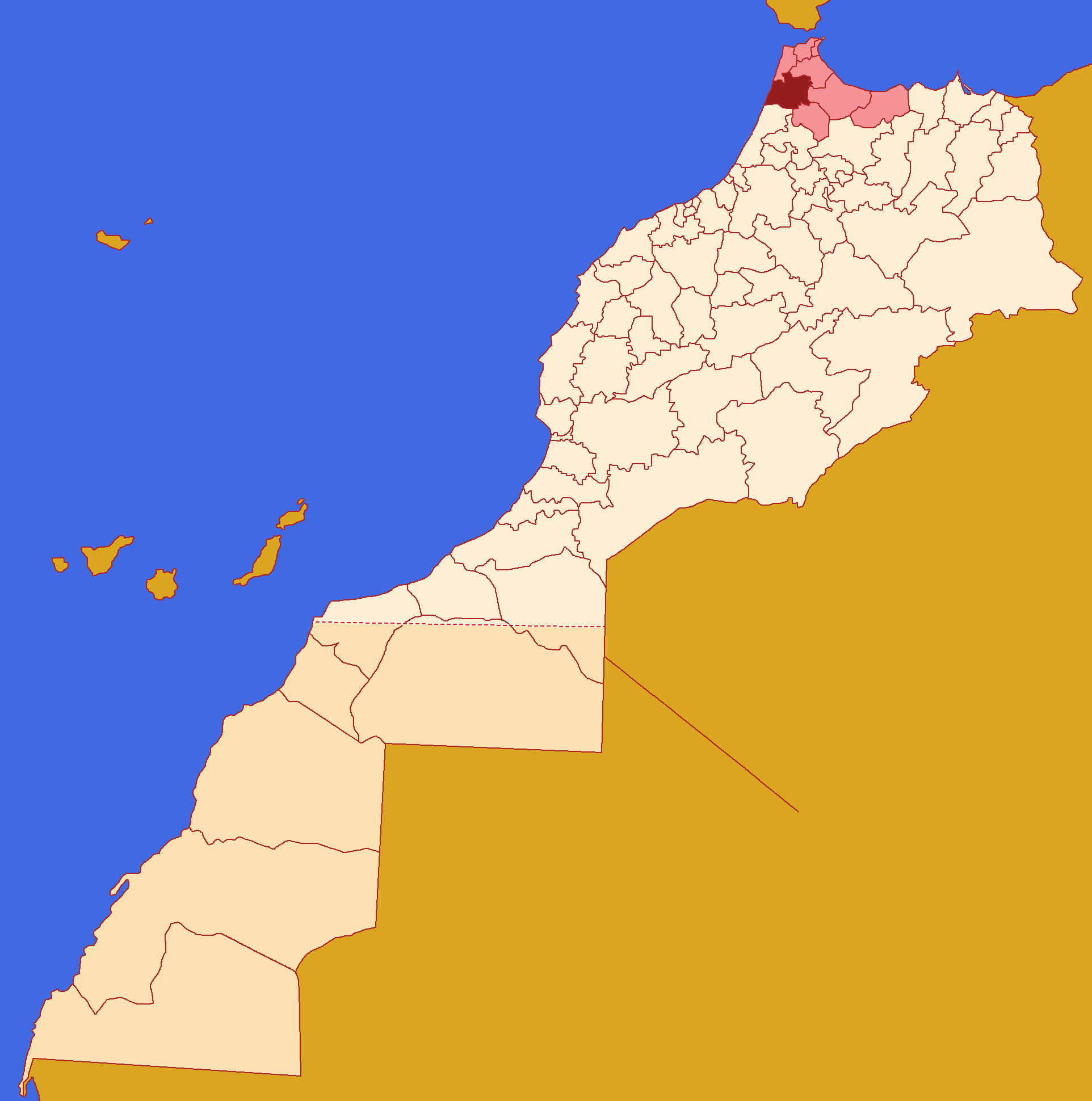
Localização da província em Marrocos.

Larache é uma província de Marrocos que pertence administrativamente à região de Tânger-Tetuão-Al Hoceima. A sua capital é a cidade de Larache.

## Características geográficas
Superfície: 2 683 km²
População total: 496 687 habitantes (em 2014)